# Dème de Mégalopolis
Le dème de Mégalopolis (grec moderne : Δήμος Μεγαλόπολης, Dímos Megalópolis) est un dème (municipalité) de la périphérie du Péloponnèse, dans le district régional d'Arcadie, en Grèce. 
Il a été créé dans le cadre du programme Kallikratis (2010) par la fusion des dèmes de Gortyne, Mégalopolis et Falaisia, devenus des districts municipaux.
Son siège est la localité de Mégalopolis.

## Subdivisions

### District municipal de Mégalopolis
Comprend une trentaine de « communautés locales », avec 7 890 habitants en 2011.

### District municipal de Gortyne
Comprend 9 communautés locales, avec 720 habitants en 2011. Siège : Karýtena.

### District municipal de Falesía
Comprend 15 communautés locales, avec 2 077 habitants en 2011. Siège : Leondári.